# خماسي كلور الفينول
خماسي كلور الفينول - ترجمة البنتاكلوروفينول (بالإنجليزية: Pentachlorophenol (PCP))‏ هو مركب كلوريد عضوي يستعمل مبيداً للآفات ومعقماً. منذ أن بدأ إنتاجه في الثلاثينات، رُوج وسُوق نحت تسميات تجارية عديدة. البنتاكلوروفينول يمكن أن يتواجد بشكلين: بشكل البنتاكلوروفينول نفسه أو بشكل ملح الصوديوم للبنتاكلوروفينول، والذي يتحلل بسهولة في الماء.